# Ama Rosa
 Ama Rosa  va ser un serial radiofònic transmès diàriament a les cinc de la tarda per la Cadena SER i estrenat el 1959, amb guions de Guillermo Sautier Casaseca.

## Argument
El serial narrava les desventures de Rosa Alcázar qui davant la perspectiva d'una presumpta mort imminent, lliura el seu fill acabat de néixer alsDe la Riva, una família acomodada. L'amor d'aquesta mare, finalment, la portarà a col·locar-se com ama de cria de la família i, per tant, guardiana del seu propi fill.

## Quadre d'actors
- Julio Varela (narrador)
- Juana Ginzo (Ama Rosa)
- José Fernando Dicenta (Doctor Beltrán)
- Matilde Conesa

## Versions
El 1960 León Klimovsky roda, sota el mateix títol, la versió cinematogràfica, protagonitzada per Imperio Argentina. Són conegudes a Espanya les peculiars imitacions de Pozí, de fet van ser uns dels motius que el van portar a la fama de la mà de Javier Cárdenas a Crónicas marcianas.